# Johann von Pidoll zu Quintenbach

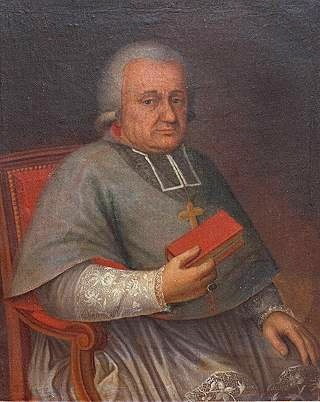
Bisschop von Pidoll zu Quintenbach

Johann Michael Josef baron von Pidoll zu Quintenbach (Trier, 16 november 1734 – Le Mans, 23 november 1819) was hulpbisschop van Trier (1794-1802) en bisschop van Le Mans in Frankrijk (1802-1819). Voor die laatste functie verkreeg hij van Napoleon Bonaparte de titel van baron in de Empireadel.

## Levensloop
Von Pidoll was een zoon van Hubert von Pidoll, raadgever bij de prins-bisschop van Trier en postmeester bij Thurn und Taxis in Trier. Zijn moeder was Maria Josefa Geisen. Von Pidoll studeerde zowel theologie als rechten aan de universiteit van Trier. In 1758 werd hij tot priester gewijd. Hij volgde zijn oom op als kanunnik in de Sint-Paulinusabdij nabij Trier. Progressief combineerde hij zijn functie in de abdij met werk in het bisdom Trier. Zo was hij er verantwoordelijk voor de kerkelijke rechtbank en het onderwijs. In 1794 werd hij tot hulpbisschop van Trier gewijd. Dit ging gepaard met de toekenning van het titulair bisdom van Diocletianopolis, vandaag Ekron in Israël.
Nog in 1794 bezetten Franse troepen het prinsbisdom Trier. Von Pidoll vluchtte naar de rechteroever van de Rijn en werkte in Augsburg (tot 1802). De gevluchte hulpbisschop wachtte om terug te keren naar Trier. Napoleon Bonaparte weigerde von Pidoll tot bisschop van Trier te benoemen, in tegenstelling tot de algemene verwachting. Napoleon vond het bisdom Trier een bisdom zonder problemen en, naar zijn zeggen, kon de getalenteerde von Pidoll beter werk verrichten in het bisdom Le Mans. Dit bisdom was sinds het concordaat van 1801 verscheurd door verschillende partijen. Von Pidoll gehoorzaamde Napoleon en trok naar Le Mans. Hij en zijn Duitse secretaris werden in 1802 ontvangen in de kathedraal van Le Mans.
Von Pidoll was in Le Mans een volstrekt onbekende Duitser toen hij er bisschop werd. Hij slaagde er nochtans in het bisdom te herorganiseren, tot tevredenheid van Napoleon. In 1814 ontving hij van Napoleon de titel van baron van de Empireadel. Von Pidoll stierf in 1819 en werd begraven in de kathedraal van Le Mans.
- Bibliothèque nationale de France: cb17158374n (data)
- Gemeinsame Normdatei: 1051217229
- International Standard Name Identifier: 0000 0001 4027 635X
- Virtual International Authority File: 200214386
- WorldCat: E39PBJm4QydDgpT4FWVqPqfXh3